# Heterogamisca chopardi
Heterogamisca chopardi är en kackerlacksart som först beskrevs av Boris Petrovich Uvarov 1936.  Heterogamisca chopardi ingår i släktet Heterogamisca och familjen Polyphagidae. Inga underarter finns listade i Catalogue of Life.